# A Hard Day
A Hard Day (hangul: 끝까지 간다; rr: Kkeutkkaji Ganda) (Brasil: Um Dia Difícil ) é um filme de ação/suspense/policial produzido na Coreia do Sul, dirigido por Kim Seong-hun e lançado em 2014.